# Phabricator
Phabricator es una suite de herramientas de aplicaciones web para colaboración de desarrollo de software, incluida la herramienta de revisión de código Differential, el repositorio de código Diffusion, la herramienta de monitoreo de cambios Herald, el gestor de errores, Maniphest y la wiki Phriction. Phabricator integra Git, Subversion y Mercurial. Está disponible como un software libre bajo la versión 2 de la licencia Apache.
Originalmente, Phabricator fue desarrollado como una herramienta interna para Facebook. El desarrollador principal de Phabricator es Evan Priestly. Priestly abandonó Facebook para continuar con el desarrollo de Phabricator en una nueva compañía llamada Phacility.
El 29 de mayo de 2021, Phacility anunció que desde el 1 de junio de 2021, cesaba sus operaciones y si bien Phabricator tendrá mantenimiento, no será regular y no podrán solicitarse nuevas características al código. Una bifurcación comunitaria, Phorge, fue creada, anunciando su versión estable el 7 de septiembre de 2022.

## Usuarios
Algunos de los usuarios de Phabricator son:
- Blender[6]
- Bloomberg
- DeviantArt
- Dropbox
- Enlightenment window manager
- Facebook[7]
- FreeBSD[8]
- Khan Academy[9]
- LLVM[10]
- MemSQL
- Pinterest
- Haskell[11]
- Quora
- Uber
- Fundación Wikimedia[12]
- KDE[13]